# Sociología de Internet

Diagrama de una red social

La sociología de Internet involucra el estudio con teorías y métodos sociológicos de los fenómenos de Internet, como fuente de información y comunicación. Los sociólogos se interesan por las implicaciones sociales de la tecnología, las nuevas redes sociales, comunidades virtuales y formas de interacción derivadas de ellas, así como temas relacionados con la ciber delincuencia.
Internet, el último gran salto en el desarrollo de las tecnologías de la información, resulta de interés para la sociología de varias maneras: como herramienta de búsqueda, en la utilización de cuestionarios en línea en lugar de los de papel, como plataforma de discusión y como tema de investigación. La sociología de Internet en el sentido más estricto se preocupa del análisis de comunidades virtuales (p. ej. las encontradas en grupos de noticias), mundos virtuales, cambios organizativos generados a partir de nuevos medios de comunicación, así como grandes cambios sociales derivados de la transformación de las sociedades industriales hacia sociedades de la información. Las comunidades en línea pueden ser estudiadas estadísticamente a través del análisis de red y, al mismo tiempo, interpretadas cualitativamente a través de la etnografía virtual. El cambio social puede ser estudiado a través de estadísticas o a través de la interpretación de los intercambios en línea de mensajes y símbolos.

## Aparición de la disciplina
Internet es un fenómeno relativamente nuevo. Como escribió Robert Darnton, es un cambio revolucionario que «tuvo lugar ayer, o el día antes, dependiendo de cómo se lo mida». Internet, desarrollado a partir de ARPANET allá por 1969, fue acuñado como tal en 1974. La World Wide Web tal como la conocemos fue moldeado a mediados de los 1990s, cuando las interfaces gráficas y los servicios como el correo electrónico devinieron populares y alcanzaron una difusión más allá del mundo científico o militar. Internet Explorer tuvo su primera versión en 1995 y Netscape un año más temprano; Google fue fundada en 1998; Wikipedia fue creada en 2001; Facebook, MySpace y YouTube a mediados de los 2000s. La Web 2.0 todavía está emergiendo. La cantidad de información disponible en la red y el número de usuarios de Internet en todo el mundo ha continuado creciendo rápidamente. El término 'sociología digital' está siendo cada vez más utilizado para denotar estas nuevas direcciones en la investigación sociológica.

## Tendencias de investigación
Según DiMaggio et al. (1999), la investigación sobre Internet tiende a centrarse en cinco ámbitos:
1. Desigualdad (temas de brecha digital)
2. Capital social
3. Participación política (asuntos de esfera pública, democracia deliberativa y sociedad civil)
4. Organizaciones y otras instituciones económicas
5. Participación cultural y diversidad cultural

En sus comienzos, las predicciones anunciaban que Internet lo cambiaría todo (o nada). Con el tiempo, un consenso comenzó a emerger respecto a que Internet, al menos en la fase actual de desarrollo, complementa más que desplaza a los medios de comunicación anteriores. Esto ha significado un replanteo de las ideas de «convergencia entre nuevos y viejos medios de comunicación». Internet ofrece una oportunidad de estudiar los cambios causados por las recientemente emergidas —y todavía en evolución— Tecnologías de la información y la comunicación (TIC).
Investigaciones recientes han revelado que faltan investigaciones relacionadas con soluciones relacionadas con la privacidad de la información. Los rápidos avances de la tecnología de la información han provocado un aumento de las preocupaciones sobre la privacidad. La investigación que aborda estas preocupaciones y soluciones también se ha centrado mucho en los estudiantes y tiende a ocurrir principalmente en los EE. UU.

## Impacto social
Internet ha creado nuevos espacios para la interacción social y las relaciones sociales, que incluyen servicios de red social como Facebook, MySpace o sitios como meetup.com y Couchsurfing, los cuales facilitan la interacción offline. Aunque originalmente se pensó que las comunidades virtuales generaban lazos sociales estrictamente virtuales, los investigadores encuentran que los lazos formados en tales espacios son a menudo mantenidos tanto en interacciones online como offline. Los debates actuales versan sobre el impacto de Internet a la hora de establecer lazos interpersonales fuertes y débiles, la capacidad de Internet para crear capital social, el rol de Internet en las tendencias de aislamiento social, y sus contribuciones para crear un entorno social más o menos diverso.
La investigación reciente ha tomado como objeto el Internet de Cosas. Las redes globales de objetos cotidianos interconectados están destinadas a ser el próximo paso de adelanto tecnológico. Ciertamente estas redes se están expandiendo rápidamente, lo cual tiene una variedad de consecuencias, con aplicaciones actuales en salud, agricultura, control de tráfico y campos de venta al por menor. Compañías como Samsung y Sigfox han invertido fuertemente en dichos desarrollos, y su impacto social tendrá que ser medido consiguientemente. Algunos sociólogos sugieren la formación de redes socio-técnicas que vinculan a humanos y dispositivos técnicos. Asuntos referidos a la privacidad, derecho a la información, legislación y creación de contenidos, vendrán a escrutinio público a la luz de tales cambios tecnológicos.

### Acción política y censura
Internet se ha vuelto más que relevante como herramienta de acción política. En 2008, la campaña presidencial de Barack Obama en Estados Unidos dio cuenta de esto. Cada vez más, los movimientos sociales y otras organizaciones utilizan formas de activismo de Internet. En el libro Redes de Indignación y Esperanza, Manuel Castells analiza los casos de la revolución egipcia, la Primavera Árabe, las indignadas en España y el movimiento Occupy Wall Street. Manifiesta a partir de ello que: 
Los movimientos sociales en red de nuestra época se basan en gran medida en Internet, un elemento necesario aunque no suficiente de su acción colectiva. Las redes sociales digitales basadas en Internet y en plataformas inalámbricas son herramientas decisivas para movilizar, organizar, deliberar, coordinar y decidir. Sin embargo, el papel de Internet va más allá de la instrumentalidad: crea las condiciones para una forma de práctica compartida que permite a un movimiento sin líderes sobrevivir, deliberar, coordinar y expandirse.
Los gobiernos también intervienen en la red. Algunos países como Irán, Corea del Norte, Myanmar, China y Arabia Saudí utilizan filtros y herramientas de software para restringir el acceso a Internet en sus países. En el Reino Unido, se utiliza software para localizar y arrestar a personas percibidas como amenaza. Otros países, entre los que se incluyen los Estados Unidos, han creado leyes que prohíben la posesión o distribución de contenidos ilegales como pornografía infantil, pero no utilizan herramientas de filtrado. En algunos países, los proveedores de servicio de Internet han acordado restringir el acceso a sitios listados por la policía.

### Economía
Mientras mucho se ha escrito sobre las ventajas económicas del comercio electrónico en Internet, también hay evidencia de que algunos aspectos de Internet -como los mapas o servicios de localización- pueden servir para reforzar la desigualdad económica y la brecha digital. El comercio electrónico puede ser, de este modo, vinculado con ciertos mecanismos que generan aumentos de la desigualdad de ingresos.
El despliegue de Internet trajo consigo nuevas industrias y tipos de actividad. Lessig (2001) sostiene que la red generó nuevos productos, nuevos mercados, nuevos medios de distribución (junto a nuevos formatos), nuevas demandas y nuevas formas de participación. Estas transformaciones estarían dando lugar a nuevos modelos de negocios, en donde se observa un crecimiento de la economía colaborativa. La producción entre pares es la innovación organizacional más significativa que ha emergido de la práctica social mediada por Internet, parte de un fenómeno mayor como es la cooperación en línea. Un caso paradigmático de ello es el software libre.
En el ámbito laboral, el uso de servicios de red social es motivo de controversias. El fenómeno de la ciberpereza, acto de evitar el trabajo u otras responsabilidades por la distracción de juegos u otras diversiones en Internet, ha devenido un drenaje de recursos corporativos. Investigaciones indican que cada empleado en Reino Unido gasta un promedio de 57 minutos al día en navegar por la Web durante la jornada laboral.

### Proyectos solidarios
La difusión del acceso a Internet abre nuevas posibilidades para recibir donaciones o realizar campañas de micromecenazgo, las cuales permiten que muchas personas puedan contribuir con pequeñas cantidades de dinero a proyectos solidarios.
Una nueva tendencia basada en Internet es el uso de préstamos peer-to-peer entre particulares. Kiva inició este concepto en 2005, ofreciendo el primer servicio web para publicar perfiles de préstamo individual para financiar. Los prestamistas pueden otorgar u$d 25 a préstamos de su elección y reciben su dinero de vuelta cuando los prestatarios cancelan la deuda.
En 2009, el proyecto sin fines de lucro Zidisha continuó esta tendencia al ofrecer una plataforma de microfinanzas que enlaza a prestamistas y prestatarios sin intermediarios locales. Inspirados en sitios como Facebook o eBay, Zidisha facilita el diálogo directo entre prestamistas y prestatarios, y brinda un sistema de índices de rendimiento para prestatarios. Usuarios de la web en todo el mundo pueden financiar préstamos por montos tan pequeños como un dólar.

Las redes sociales transformaron los modos cotidianos de interacción

### Entretenimiento
Internet ha sido una fuente importante de entretenimiento desde antes de la World Wide Web, con experimentos sociales como MUDs y MOOs realizados en servidores universitarios, y contenidos humorísticos que ocupaban gran parte del tráfico de los grupos de Usenet. Hoy, muchos foros de Internet tienen secciones dedicadas a juegos y vídeos graciosos. Las historias cortas en forma de animaciones Flash son también populares.
La pornografía y los juegos de apuestas han aprovechado bien las ventajas de la World Wide Web, y a menudo proporcionan una fuente significativa de ingresos publicitarios para otros sitios. A pesar de que los gobiernos han hecho intentos por censurar la pornografía en Internet, los proveedores de servicio del Internet consideran que estas iniciativas no son fáciles de concretar. Algunos gobiernos intentan imponer restricciones al desarrollo de ambas industrias en Internet, aunque no han logrado disminuir su popularidad extendida.
Un área de entretenimiento en Internet son los juegos en línea. Esta forma de ocio crea comunidades, atrayendo personas de todas las edades y orígenes para disfrutar de juegos multijugador. Van desde juegos de estrategia en tiempo real a disparos en primera persona, juegos de rol o apuestas en línea. Los mismos han revolucionado la manera en que muchas personas interaccionan y utilizan su tiempo libre en Internet. Mientras los juegos en línea han existido desde los 1970s, las formas de juego actuales empezaron con servicios como GameSpy y MPlayer, los cuales piden a los jugadores una suscripción. Los no-suscriptores están limitados a ciertos juegos o modos de juego.
Otro uso vinculado con el entretenimiento es la visualización o descarga de música, películas y otros creativos. Existen servicios de fuentes pagas y no pagas, utilizando servidores centralizados y tecnologías distribuidas. Muchos utilizan además la World Wide Web para acceder a noticias, informes del tiempo o deportes, para planear y reservar sus vacaciones y para descubrir más sobre sus ideas e intereses casuales. Las personas utilizan el chat, servicios de mensajería y correo para estar en contacto con amigos en todo el mundo, de modo similar a los anteriores amigos por correspondencia. Sitios de red social como MySpace, Facebook y otros, mantienen personas en contacto para su diversión.